# Valis III
Valis III (Japans: ヴァリスⅢ) is een computerspel dat werd ontwikkeld door Shin-Nihon Laser Soft en uitgegeven door Telenet Japan. Het spel kwam in 1990 uit in Japan voor de PC Engine Super CD-ROM. In 1992 kwam het spel uit in de Verenigde Staten en Europa voor de TurboGrafx CD, en een jaar later voor de Sega Mega Drive.

## Platforms
| Jaar | Platform        |
| ---- | --------------- |
| 1990 | TurboGrafx CD   |
| 1991 | Sega Mega Drive |

## Ontvangst
| Beoordeeld door                 | Platform        | Datum            | Score |
| ------------------------------- | --------------- | ---------------- | ----- |
| Génération 4                    | Sega Mega Drive | mei 1991         | 85%   |
| Sega-16.com                     | Sega Mega Drive | 10 april 2006    | 80%   |
| Electronic Gaming Monthly (EGM) | TurboGrafx CD   | november 1991    | 78%   |
| The Video Game Critic           | Sega Mega Drive | 24 februari 2006 | 75%   |
| IGN                             | Sega Mega Drive | 21 april 2008    | 75%   |
| Video Game Den                  | TurboGrafx CD   | 23 juli 2010     | 60%   |
| SEGA-Mag (Objectif-SEGA)        | Sega Mega Drive | 12 maart 2009    | 60%   |
| Power Play                      | Sega Mega Drive | juli 1991        | 53%   |
| The Video Game Critic           | TurboGrafx CD   | 27 april 2006    | 25%   |